# I ragazzi di Camp Siddons
I ragazzi di Camp Siddons (Follow Me, Boys!) è un film del 1966 diretto da Norman Tokar ed è l'ultimo lungometraggio distribuito dalla Disney prima della scomparsa del suo fondatore Walt Disney. 
È ispirato al romanzo di MacKinlay Kantor God and My Country (1954).
Fu il quinto dei sette film di cui Fred MacMurray fu protagonista per la Disney tra il 1959 e il 1973, e il primo dei dieci film, sempre prodotti dalla Disney, interpretati da Kurt Russell.

## Trama
La vicenda si svolge in un arco di tempo che va da metà degli anni venti ai primi anni cinquanta. Lem Siddons è uno studente fuori corso di giurisprudenza e suonatore di sassofono in una band di jazz itinerante, il cui sogno è quello di terminare gli studi e di diventare avvocato. Un giorno in cui l'autobus della band si ferma per un guasto a Hickory, una piccola cittadina dell'Iowa, Lem decide improvvisamente di stabilirvisi. Trova lavoro come aiutante in un emporio e cerca di inserirsi nella piccola comunità cittadina offrendosi di organizzare un reparto locale di boy scout. Sempre più coinvolto con lo scautismo, Lem abbandona di studi di giurisprudenza. Sposa una giovane donna con la quale non potrà avere figli, adotta un adolescente orfano che grazie allo scautismo Lem ha allontanato dalla strada e, in età matura, la cittadina lo festeggia riconoscendo che la vita di Lem è stata votata alla missione di aiutare, grazie allo scautismo, la gioventù.

## Produzione
Il film è tratto dal libro God and My Country (Dio e il mio paese) del giornalista-scrittore MacKinlay Kantor il quale aveva scritto un libro biografico su un personaggio realmente esistito. I ragazzi di Camp Siddons è l'ultimo film prodotto dalla Walt Disney Pictures mentre il fondatore Walt Disney era ancora in vita; morirà infatti di cancro polmonare il 15 dicembre 1966. I ragazzi di Camp Siddons è uno dei pochi film in cui Boy Scout svolgono un ruolo fondamentale. La canzone "Follow Me, Boys!" (nell'edizione in lingua italiana: Dietro a me) è stata presa in considerazione dai Boy Scouts of America come possibile inno dell'associazione. Nel 2004 una edizione in DVD dei Ragazzi di Camp Siddons è stata prodotta dalla Walt Disney Home Video.

## Distribuzione
La pellicola è stata presentata in anteprima negli Stati Uniti d'America il 24 agosto 1966 mentre in Italia è stata distribuita nelle sale cinematografiche nel giugno del 1968.

### Date di uscita
Alcune date di uscita internazionali nel corso degli anni sono state:
- 1º dicembre 1966 negli Stati Uniti d'America (Follow Me, Boys!)[4]
- 31 gennaio 1968 in Francia (Demain, des hommes)[5]
- 20 giugno 1968 in Italia[6]